# 丁冰
丁冰（？11月2日—），籍贯重庆，中国漫画家。毕业于四川美术学院。曾获得第3届金龙奖最佳插画金奖。

## 作品
《SHOW》
《楼兰旖梦》
《霖》
《梦开始的地方》
《楼兰旖梦》
《鼹鼠同萌》
《梦见》